# Saint-Hilaire-de-Lusignan

Saint-Hilaire-de-Lusignan este o comună în departamentul Lot-et-Garonne din sud-vestul Franței. În 2009 avea o populație de 1.388 de locuitori.

## Evoluția populației
| An        | 1975 | 1982  | 1990  | 1999  | 2006  | 2009  |
| --------- | ---- | ----- | ----- | ----- | ----- | ----- |
| Populație | 982  | 1.092 | 1.204 | 1.301 | 1.358 | 1.388 |